# Willie Smith (muzyk)
William McLeish „Willie” Smith (ur. 25 listopada 1910 w Charleston, zm. 7 marca 1967 w Los Angeles) – amerykański saksofonista jazzowy, klarnecista i wokalista. Jeden z najwybitniejszych saksofonistów altowych stylu swing.

## Życiorys
Absolwent wydziału chemii na Uniwersytecie Fiska w Nashville (Tennessee). Zawodowo poświęcił się wyłącznie muzyce. Już jako nastolatek grał na klarnecie. Po studiach, w 1929 zaangażował się jako saksofonista altowy do swingowej orkiestry Jimmiego Lunceforda. Wkrótce stał się jednym z jej głównych solistów, grywając także na klarnecie. Sporadycznie pisał również aranżacje dla big-bandu. W latach 30. jako alcista był klasyfikowany na trzecim miejscu (tuż za Johnnym Hodgesem i Bennym Carterem) w rankingach jazzowych. 
Pod koniec 1941 zrezygnował z pracy u Lunceforda zniechęcony niską gażą i męczącymi trasami koncertowymi. Przez następny rok grał w zespole trębacza Charliego Spivaka, a w kolejnym odbywał służbę w U.S. Navy. Następnie przez siedem lat grał w orkiestrze Harry’ego Jamesa, w której był doceniany zarówno muzycznie, jak finansowo. Ponadto w tym okresie – jako członek grupy All Stars Normana Granza – często występował w koncertach Jazz at the Philharmonic.
W 1951 do współpracy zaprosił go Duke Ellington, który poszukiwał godnego zastępcy Hodgesa. Po niemal roku Smith przeszedł do orkiestry Billy’ego Maya, by w 1954 powrócić na dziesięć lat do big-bandu Jamesa. Równocześnie pracował jako muzyk studyjny, m.in. z takim artystami jak Ella Fitzgerald, Nancy Wilson, Nat „King” Cole i Nelson Riddle. Wziął także udział w realizacji ścieżek dźwiękowych do filmów fabularnych: Pepe (1960) i Ryzykowna gra (Ocean’s 11) (1960), kryminału, którego klimat tworzy również jego wyeksponowana gra na saksofonie. W 1964 zachorował i niemal przez cały rok nie pracował. Jesienią 1965 znów pojawił się na estradzie, w Las Vegas, tym razem u boku piosenkarza Johny'ego Riversa.
Później pozostawał wyłącznie w Los Angeles. Koncertował w miejscowych zespołach i pracował jako muzyk studyjny. W ostatnim okresie życia zarejestrował swoją jedyną płytę jako lider, The Best of Willie Smith • Alto Saxophonist Supreme! oraz dokonał nagrań z orkiestrą Charliego Barneta.
Zmarł przedwcześnie w 1967 z powodu choroby nowotworowej. Miał 56 lat.

## Wybrana dyskografia

### Jako lider i współlider
- 1947 Jazz at the Philharmonic • Carnegie Hall, NYC, May 24, 1947 (Norgran)
- 1954 Willie Smith with Harry „Sweets” Edison (Aladdin Records)
- 1965 The Best of Willie Smith • Alto Saxophonist Supreme! (GNP Crescendo)
- 2002 A Sound of Distinction • Willie Smith & Lucky Thompson • Duke Ellington • Juan Tizol (Ocium)

### Jakosideman
Z orkiestrą Harry’ego Jamesa
- 1945/1997 Willie Smith & The Harry James All Stars • Live in '45! (Viper's Nest Gold)
- 1991 Willie Smith with the Harry James Orchestra • „Snooty Fruity” (Sony)

Z JATP
- 1950/1977 Bird and Pres • The '46 Concerts Jazz at the Philharmonic (Clef/Verve)

Z Natem „Kingiem” Colem
- 1956/1993 The Piano Style of Nat King Cole (Capitol/Blue Note)
- 1956/1999 After Midnight (Capitol/Blue Note)

Zestawienie wg dat wydania płyt

## Upamiętnienie
W 1987 został pośmiertnie wprowadzony do Panteonu Sław Big-bandów i Jazzu (The Big Band and Jazz Hall of Fame).